# Weltmeisterschaften im Gewichtheben 1951
Die 29. Weltmeisterschaften im Gewichtheben fanden vom 26. bis zum 28. Oktober 1951 in der italienischen Stadt Mailand statt. An den von der International Weightlifting Federation (IWF) im Dreikampf (beidarmiges Drücken, Reißen und Stoßen) ausgetragenen Wettkämpfen nahmen 62 Gewichtheber aus 14 Nationen teil. Erstmals wurden die Meisterschaften in sieben Gewichtsklassen ausgetragen, in vier Kategorien setzte sich ein US-Amerikaner durch, in zweien ein Ägypter sowie ein Iraner im Bantamgewicht.

## Medaillengewinner
| Disziplin           | Gold               | Silber                | Bronze               |
| ------------------- | ------------------ | --------------------- | -------------------- |
| Bantamgewicht       | Mahmoud Namdjou    | Ali Mirzaei           | Kamal Mahgoub        |
| Federgewicht        | Said Gouda         | Johan Runge           | Julian Creus         |
| Leichtgewicht       | Ibrahim Shams      | Joe Pitman            | Hassan Ferdos        |
| Mittelgewicht       | Peter George       | Dave Sheppard         | Khadr Sayed El Touni |
| Leichtschwergewicht | Stanley Stanczyk   | Jean Debuf            | Mohammed Rahnavardi  |
| Mittelschwergewicht | Norbert Schemansky | Mohamed Ibrahim Saleh | Firouz Pojhan        |
| Superschwergewicht  | John Davis         | James Bradford        | Mohamed Geisa        |

## Medaillenspiegel
Die Platzierungen im Medaillenspiegel sind nach der Anzahl der gewonnenen Goldmedaillen sortiert, gefolgt von der Anzahl der Silber- und Bronzemedaillen (lexikographische Ordnung). Weisen zwei oder mehr Nationen eine identische Medaillenbilanz auf, werden sie alphabetisch geordnet auf dem gleichen Rang geführt.
| Rang | Nation                 | Gold | Silber | Bronze | Gesamt |
| ---- | ---------------------- | ---- | ------ | ------ | ------ |
| 1.   | Vereinigte Staaten     | 4    | 3      | 0      | 7      |
| 2.   | Ägypten                | 2    | 1      | 3      | 6      |
| 3.   | Iran                   | 1    | 1      | 3      | 5      |
| 4.   | Dänemark               | 0    | 1      | 0      | 1      |
| 4.   | Frankreich             | 0    | 1      | 0      | 1      |
| 6.   | Vereinigtes Königreich | 0    | 0      | 1      | 1      |